# Home Alone (datorspel)
Home Alone är ett dator- och TV-spel som släpptes till SNES, Sega Master System, Sega Mega Drive, Sega Game Gear, Amiga, PC, NES och Game Boy. Spelen är baserade på filmen Ensam hemma, som handlar om när familjen McCallister reser bort över julhelgen, men sonen Kevin glöms kvar hemma, samtidigt som inbrottstjuvarna Harry och Marv bryter sig in.

### Fotnoter
1. ↑  ”Home Alone” (på svenska). Nintendomagasinet (Kungsbacka: Atlantic) (8 1992):  sid. 7 (Power Player). augusti 1992. Läst 21 april 2014.